# با من بمان (مجموعه تلویزیونی ایرانی)
با من بمان یک مجموعه تلویزیونی ایرانی به کارگردانی حمید لبخنده است که در سال ۱۳۷۹ تا ۱۳۸۱ به سفارش شبکه ۳ سیما ساخته شد. و در سال ۱۳۸۱ به روی آنتن رفت.

## داستان
با من بمان داستان خبرنگاری صبور و نام آشنا در عرصه مطبوعات به نام نرگس مینایی است که برای تحقیق درباره زنان بی سرپرست ، به دل حوادث هجوم می آورد و گزارش های مستند خود را در هفته نامه زنان امروز به ثبت می رساند. اما در این مسیر ملتهب سایه تهدید که ریشه در زندگی گذشته اش دارد، او را دنبال می کند.

## بازیگران و نقش‌ها
- حمیدرضا پگاه در نقش فرامرز ارژنگ
- یکتا ناصر در نقش نرگس مینایی
- افسانه بایگان در نقش نسرین زند، مادر نرگس
- سام درخشانی در نقش نادر ناصری
- هما روستا در نقش عزت الملوک کروریان، مادر نادر
- جمال اجلالی در نقش ایوب ناصری، پدر نادر
- احمد دامود در نقش امیدوار، ناپدری نرگس
- حمیده خیرآبادی در نقش مادربزرگ نرگس
- منوچهر آذر در نقش پدربزرگ نرگس
- مریم مقدم در نقش نگار، دوست نرگس و دخترخاله فرامرز و فرزانه
- آزیتا لاچینی در نقش خانم ارژنگ، مادر فرامرز و فرزانه
- رضا مولائی در نقش همایون بدیع، عکاس نشریه و همکار نرگس
- ستاره اسکندری در نقش نهال
- سعید داخ در نقش همسر نهال
- سولماز غنی در نقش فرزانه، نامزد فرهاد، خواهر فرامرز
- مهدی پاکدل در نقش فرهاد، نامزد فرزانه و پسر دائی فرامرز، فرزانه و نگار
- سروش خلیلی در نقش نگهبان نشریه
- ارژنگ فرخ پیکر
- گیلدا حمیدی< در نقش سیما، همسر نادر
- بهروز مسروری در نقش پزشک آسایشگاه روانی
- الهام کردا در نقش پرستار آسایشگاه روانی
- خاتون یزدانی در نقش خانم فرخی، مدیر نشریه
- لیلا موسوی در نقش رعنا، کارمند نشریه و همکار نرگس
- مرتضی کاظمی در نقش پلیس
- سعید جم در نقش مدیر آسایشگاه روانی
- ثمینه لسانی در نقش کارمند نشریه و همکار نرگس
- معصومه آقاجانی در نقش مادر نگار
- سعید پیردوست در نقش صاحب رستوران
- سعیده عرب در نقش مادر فرهاد
- مهرنوش الفتی
- کاوه سمندریان
- پگاه اردلان در نقش گلابتون، دختر فرامرز و نرگس
- سینا رادمنش در نقش برادر نرگس
- فربد ترکمند در نقش پسر نهال
- بهاره سپاهی در نقش کارمند نشریه و همکار نرگس
- ساسان پیروزیان در نقش کارمند نشریه و همکار نرگس
- ابراهیم بصیرت
- محراب کاظمی
- نادر داهیم در نقش نگهبان آسایشگاه روانی
- هومن سلطانی در نقش عکاس جدید نشریه